# Hans Heinrich (Kameramann)
Hans Heinrich (* 19. März 1929 in Berlin; † 4. April 2007 in Potsdam) war ein deutscher Kameramann und Drehbuchautor.
Hans Heinrich absolvierte eine Ausbildung als Lichtbestimmer im Berliner Kopierwerk. Danach arbeitete er ab Anfang der 1950er Jahre als Kameramann sowie einige Jahre als Kameraassistent für die DDR-Filmfirma DEFA. Bis zur Wiedervereinigung wirkte er an 60 Produktionen mit.

## Filmografie (Auswahl)
- 1953: Jacke wie Hose
- 1959: Wie die Wilden
- 1962: Beschreibung eines Sommers
- 1964: Pension Boulanka
- 1964: Mir nach, Canaillen!
- 1965: Die Mutter und das Schweigen
- 1966: Lebende Ware
- 1968: Ich – Axel Cäsar Springer (Fernsehserie, 3 Folgen)
- 1969: Der Engel im Visier (Fernsehfilm)
- 1970: Effi Briest (Fernsehfilm)
- 1972–1973: Die lieben Mitmenschen (Fernsehserie, 7 Folgen)
- 1973: Die Hosen des Ritters von Bredow
- 1974: Wie tausend Sonnen (+ Drehbuch)
- 1974: Kit & Co
- 1975: Blutsbrüder
- 1977: Ein Katzensprung
- 1977: El Cantor
- 1980: Oben geblieben ist noch keiner (+ Drehbuch)
- 1981: Sing, Cowboy, sing
- 1987: Hasenherz
- 1988: Die Entfernung zwischen dir und mir und ihr
- 1989: Die Geschichte von der Gänseprinzessin und ihrem treuen Pferd Falada